# Jangamaheswara puram
Jangamaheswara puram  est un village du district de Palnadu dans l'État d'Andhra Pradesh en Inde. Il fait partie de la banlieue de Gurazala.
Selon le recensement de l'Inde de 2011, la localité compte une population de 209 habitants.